# Орден Вестфальской короны
Орден Вестфальской короны — высшая государственная награда королевства Вестфалия, для награждения военных и гражданских лиц.

## История
Летом 1807 года Наполеон Бонапарт своим декретом создал из ряда мелких независимых немецких государств королевство Вестфалия, политически полностью  лояльное Франции, и возвёл на престол своего брата Жерома. Жером пожелал иметь собственную государственную награду, и в 1809 разрешение от императора Наполеона было получено. 25 декабря 1809 года Жером подписал указ о создании ордена Вестфальской короны. Уже в 1813 году королевство перестало существовать, его земли по большей части вошли в состав Пруссии, где носить орден было запрещено. Жером Бонапарт надевал орден вплоть до своей смерти. В Москве, в музее Войны 1812 года, хранится экземпляр ордена, принадлежавший Наполеону Бонапарту.

## Регламент ордена
Великим магистром ордена был сам Жером. Наследный принц получал орден по праву рождения. Орден имел четыре класса, с ограничением по количеству членов (члены семьи Бонапартов награждались сверхштатно, их награды не входили в общий счёт):
- Великий командор (не более 10). К Великим командорам следовало обращаться «Ваше превосходительство» и отдавать им почести как высшим военным и гражданским сановникам.
- Командор (30). Командорам полагались почести, равные офицерским.
- Рыцарь (300).
- Рыцарь второго класса (не более 500, класс добавлен в 1812 году).

Всем членам ордена полагались ежегодные денежные выплаты за счёт доходов нескольких церквей и монастырей (при этом орден носил светский характер).

## Описание ордена
Знак ордена представлял собой изображение повёрнутых друг к другу льва и коня, символов местных княжеств, вошедших в состав Вестфалии, над которыми возвышался одноглавый орёл Французской Империи с подписью по-французски «Je les unis» — «Я объединяю их», а между львом и конём находились половина фигуры двуглавого орла и ещё один лев, поменьше. Вся эта конструкция, выполненная из золота, опиралась на королевскую корону, и была украшена немецким девизом «CHARACTER UND AUFRICHTIGKEIT». В центре пятиконечной звезды та же группа была дополнена ещё и змеем, кусающим свой хвост. К первому классу, для особо парадных случаев, полагалась цепь, звенья которой были выполнены в форме орлов. Орден вызвал насмешки, неофициально его называли «Зверинец».
Лента ордена была синего цвета.

## Галерея
- Король Жером со знаком и звездой ордена (лента относится к ордену Почётного легиона).
- Цепь ордена.
- Генерал Жан-Батист Эбле со знаком ордена на шее.